# Đai ốc

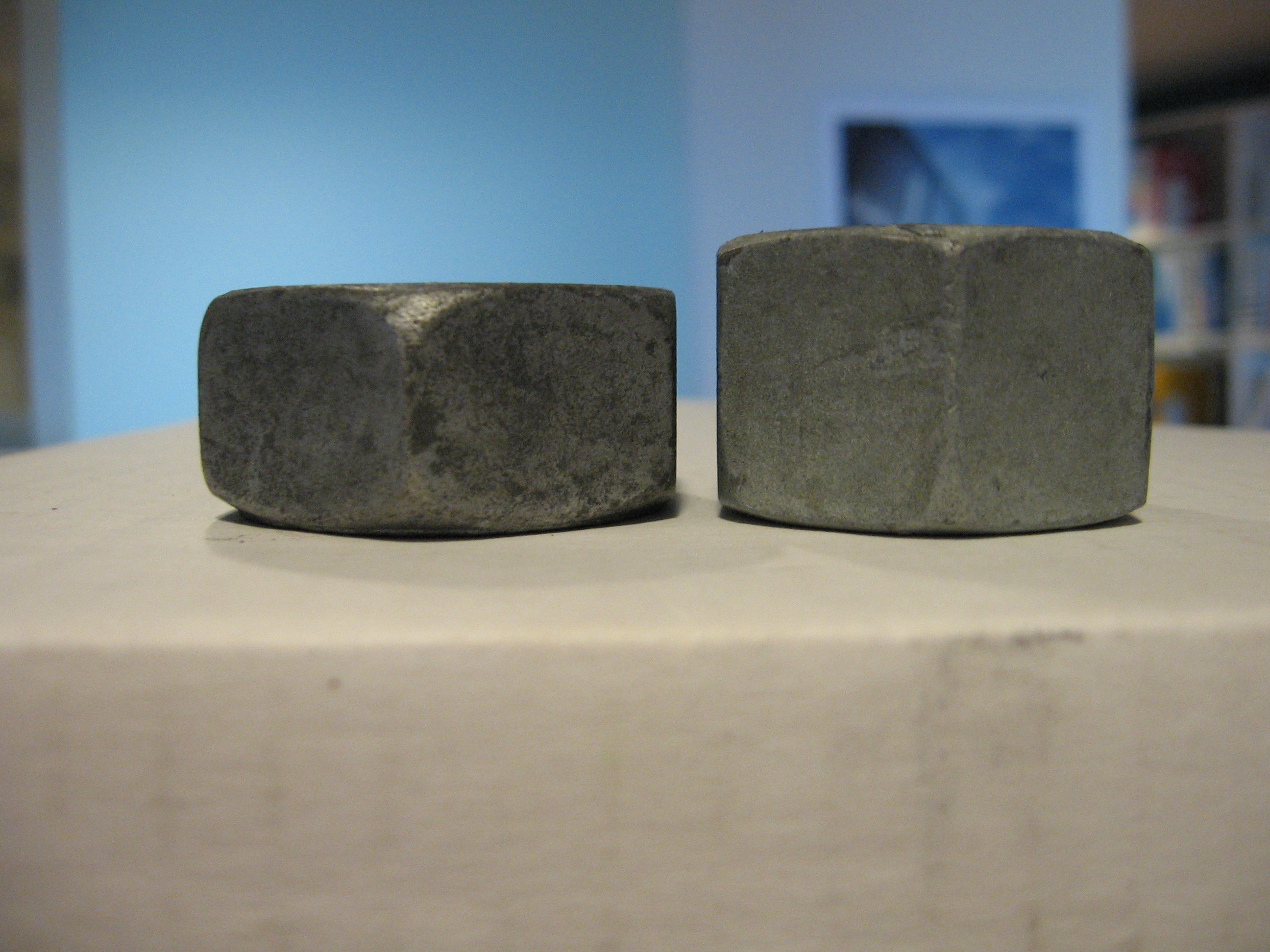
Đai ốc 6 cạnh, DIN 6915 và UNI 5587.

Đai ốc, còn gọi là con tán hoặc ê-cu ("ê-cu" bắt nguồn từ tiếng Pháp écrou /ekʁu/), là một chi tiết liên kết cơ khí có lỗ đã được tạo ren. Đai ốc luôn được dùng cùng bu lông để kẹp chặt hai hoặc nhiều chi tiết với nhau. Hai bộ phận kết hợp với nhau bởi ma sát ren, sức căng vừa của bu lông, và sức nén của chi tiết. Trong môi trường rung động hoặc xoay tròn có thể sử dụng đai ốc chống xoay, dùng các chất dính, chốt an toàn hay các biện pháp khác để giữ chặt mối ghép. Đai ốc thông dụng nhất là đai ốc 6 cạnh với các góc nhọn đã được làm tròn. Các dạng đai ốc khác được dùng trong các trường hợp nhất định như đai ốc tai hồng (đai ốc cánh) được dùng khi điều chỉnh bằng ngón tay hay các đai ốc liên kết ở những nơi không có rãnh vặn đai ốc.
Các loại đai ốc được thiết kế phù hợp với các loại bu lông tương ứng. Ví dụ như theo tiêu chuẩn ISO đai ốc 10 sẽ tạo mối liên kết bu lông với bu lông 10.9, tương tự theo tiêu chuẩn SAE đai ốc 5 sẽ phù hợp với bu lông 5... 

## Các loại đai ốc
- Đai ốc hình trụ
- Đai ốc có mũi
- Đai ốc có khung
- Đai ốc hoa
- Ốc vặn căng
- Đai ốc có gờ nổi
- Đai ốc 6 cạnh
- Đai ốc chèn
- Đai ốc siết (Đai ốc tự hãm)
- Đai ốc có chốt an toàn

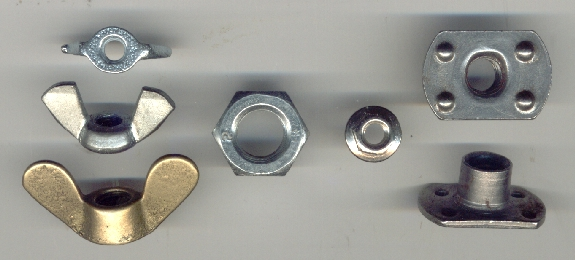
Từ trái sang phải: Đai ốc cánh, đai ốc 6 cạnh, đai ốc 6 cạnh có gờ nổi, đai ốc hàn có gờ nổi.

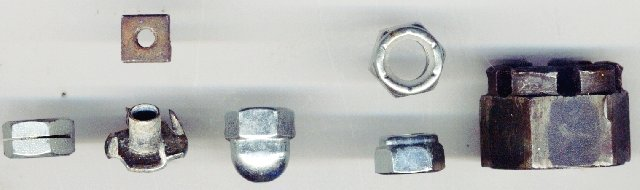
Từ trái sang phải: Đai ốc xẻ rãnh, vòng đệm vuông, đai ốc chữ T, đai ốc có mũi, đai ốc nylon, đai ốc hoa.

- Đai ốc có tai vặn (đai ốc khía vân)
- Đai ốc khóa (đai ốc có hãm)
- Đai ốc bánh xe
- Đai ốc khóa ô van(Cleveloc)
- Đai ốc dẹt
- Đai ốc PEM
- Đai ốc nylon
- Đai ốc có xẻ rãnh
- Nút gài (gắn đồ nhựa vào khung thép của xe ô tô)
- Vòng đệm vuông
- Đai ốc hàn dùng cho chất dẻo
- Đai ốc chữ T
- Đai ốc chữ T có rãnh
- Đai ốc hàn
- Đai ốc cánh

## Kích thước tiêu chuẩn của đai ốc

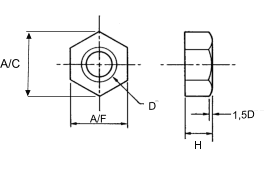
Bản vẽ đai ốc.

Note that flat (wrench) sizes differ from industry standards. For example, wrench sizes of fastener used in Japanese built cars comply with JIS automotive standard.
| Đường kính lỗ danh nghĩa D (mm) | Đường kính lỗ danh nghĩa D (mm) | Bước răng P (mm) | Bước răng P (mm) | Kích thước mặt phẳng A/F (mm) | Kích thước mặt phẳng A/F (mm) | Kích thước mặt phẳng A/F (mm) | Đường kính ngoài A/C (mm) | Chiều cao H (mm) | Chiều cao H (mm) | Chiều cao H (mm) |
| 1st choice                      | 2nd choice                      | Thô              | Tinh             | ISO                           | DIN                           | JIS                           |                           | Đai lục giác     | Đai hãm          | Đai nylon        |
| ------------------------------- | ------------------------------- | ---------------- | ---------------- | ----------------------------- | ----------------------------- | ----------------------------- | ------------------------- | ---------------- | ---------------- | ---------------- |
| 1                               |                                 | 0,25             |                  | 2,5                           |                               |                               |                           |                  |                  |                  |
| 1,2                             |                                 | 0,25             |                  |                               |                               |                               |                           |                  |                  |                  |
|                                 | 1,4                             | 0,3              |                  |                               |                               |                               |                           |                  |                  |                  |
| 1,6                             |                                 | 0,35             |                  | 3,2                           |                               |                               |                           |                  |                  |                  |
|                                 | 1,8                             | 0,35             |                  |                               |                               |                               |                           |                  |                  |                  |
| 2                               |                                 | 0,4              |                  | 4                             |                               |                               |                           | 1,6              | 1,2              | -                |
| 2,5                             |                                 | 0,45             |                  | 5                             |                               |                               |                           | 2                | 1,6              | -                |
| 3                               |                                 | 0,5              |                  | 5,5                           |                               |                               | 6,4                       | 2,4              | 1,8              | 4                |
|                                 | 3,5                             | 0,6              |                  | 6                             |                               |                               |                           |                  |                  |                  |
| 4                               |                                 | 0,7              |                  | 7                             | 7                             | 7                             | 8,1                       | 3,2              | 2,2              | 5                |
| 5                               |                                 | 0,8              |                  | 8                             | 8                             | 8                             | 9,2                       | 4                | 2,7              | 5                |
| 6                               |                                 | 1                | 0,75             | 10                            | 10                            | 10                            | 11,5                      | 5                | 3,2              | 6                |
|                                 | 7                               | 1                |                  |                               | 11                            |                               |                           | 5,5              | 3,5              | -                |
| 8                               |                                 | 1,25             | 1                | 13                            | 13                            | 12                            | 15                        | 6,5              | 4                | 8                |
| 10                              |                                 | 1,5              | 1,25 hay 1       | 16                            | 17                            | 14                            | 19,6                      | 8                | 5                | 10               |
| 12                              |                                 | 1,75             | 1,5 hay 1,25     | 18                            | 19                            | 17                            | 22,1                      | 10               | 6                | 12               |
|                                 | 14                              | 2                | 1.5              | 21                            | 22                            | 19                            |                           | 11               | 7                | 14               |
| 16                              |                                 | 2                | 1.5              | 24                            | 24                            | 22                            | 27.7                      | 13               | 8                | 16               |
|                                 | 18                              | 2.5              | 2 or 1.5         |                               | 27                            |                               |                           | 15               | 9                | 18.5             |
| 20                              |                                 | 2.5              | 2 or 1.5         | 30                            | 30                            |                               | 34.6                      | 16               | 10               | 20               |
|                                 | 22                              | 2.5              | 2 or 1.5         | 32                            |                               |                               |                           |                  |                  |                  |
| 24                              |                                 | 3                | 2                | 36                            |                               |                               | 41.6                      | 19               |                  |                  |
|                                 | 27                              | 3                | 2                | 41                            |                               |                               |                           |                  |                  |                  |
| 30                              |                                 | 3.5              | 2                | 46                            |                               |                               | 53.1                      | 24               |                  |                  |
|                                 | 33                              | 3.5              | 2                |                               |                               |                               |                           |                  |                  |                  |
| 36                              |                                 | 4                | 3                | 55                            |                               |                               | 63.5                      | 29               |                  |                  |
|                                 | 39                              | 4                | 3                |                               |                               |                               |                           |                  |                  |                  |
| 42                              |                                 | 4.5              | 3                |                               |                               |                               |                           |                  |                  |                  |
|                                 | 45                              | 4.5              | 3                |                               |                               |                               |                           |                  |                  |                  |
| 48                              |                                 | 5                | 3                |                               |                               |                               |                           |                  |                  |                  |
|                                 | 52                              | 5                | 4                |                               |                               |                               |                           |                  |                  |                  |
| 56                              |                                 | 5.5              | 4                |                               |                               |                               |                           |                  |                  |                  |
|                                 | 60                              | 5.5              | 4                |                               |                               |                               |                           |                  |                  |                  |
| 64                              |                                 | 6                | 4                |                               |                               |                               |                           |                  |                  |                  |